# Korona Kocich Gór
Korona Kocich Gór – jednodniowy wyścig kolarski rozgrywany od 2013 corocznie na Wzgórzach Trzebnickich.
Wyścig rozgrywany jest od 2013. Pierwsze dwie edycje odbyły się poza kalendarzem UCI. Następnie w latach 2015–2017 należał on do cyklu UCI Europe Tour z kategorią 1.2. W 2018 wyścig ponownie rozegrano poza kalendarzem UCI, a w 2019 po raz czwarty znalazł się on w cyklu UCI Europe Tour z kategorią 1.2. Podobnie miało być również rok później, jednak ostatecznie wśród mężczyzn przeprowadzono tylko rywalizację w kategoriach juniorskich.

## Lista zwycięzców
Opracowano na podstawie:
| Rok  | Pierwsze         | Drugie         | Trzecie         |
| ---- | ---------------- | -------------- | --------------- |
| 2013 | Błażej Janiaczyk | Łukasz Owsian  | Kornel Sójka    |
| 2014 | Wojciech Halejak | Artur Detko    | Kamil Zieliński |
| 2015 | František Sisr   | Maroš Kováč    | Kamil Zieliński |
| 2016 | Mateusz Komar    | Łukasz Owsian  | Paweł Charucki  |
| 2017 | Łukasz Owsian    | Mateusz Komar  | Maciej Paterski |
| 2018 | Michał Podlaski  | Alan Banaszek  | Mateusz Grabis  |
| 2019 | Patryk Stosz     | Mateusz Grabis | Michał Podlaski |